# Tetraplasandra oahuensis
Tetraplasandra oahuensis là một loài thực vật có hoa trong Họ Cuồng cuồng. Loài này được (A.Gray) Harms miêu tả khoa học đầu tiên năm 1894.